# Puck Brouwer
Pour les articles homonymes, voir Brouwer.
Bertha van Duyne-Brouwer dite Puck Brouwer, née le 29 octobre 1930 à Leidschendam et morte le 6 octobre 2006 à Oostvoorne, était une athlète néerlandaise qui courait surtout sur 200 m.
Elle a accompli son premier grand résultat international en 1950, remportant une médaille d'argent en relais aux championnats d'Europe. Ses coéquipières avaient pour nom Xenia Stad-de Jong, Grietje de Jongh et Fanny Blankers-Koen.
Elle a représenté les Pays-Bas aux Jeux olympiques d'été de 1952 à Helsinki, y devenant vice-championne olympique sur 200 m derrière l'Australienne Marjorie Jackson.
Aux championnats d'Europe de 1954 à Berne, elle remportait une troisième médaille d'argent, cette fois-ci sur 100 m. Elle était également membre de l'équipe olympique des Pays-Bas pour les Jeux olympiques d'été de 1956 à Melbourne et était en Australie quand les Pays-Bas décidèrent de boycotter les jeux.

## Palmarès

### Jeux olympiques d'été
- Jeux olympiques d'été de 1952 à Helsinki ( Finlande)
  -  Médaille d'argent sur 200 m
  - 6e en relais 4 × 100 m
- Jeux olympiques d'été de 1956 à Melbourne ( Australie)
  - absente pour cause de boycott

### Championnats d'Europe
- Championnats d'Europe d'athlétisme de 1950 à Belgrade ( Yougoslavie)
  - 5e sur 200 m
  -  Médaille d'argent en relais 4 × 100 m
- Championnats d'Europe d'athlétisme de 1954 à Berne ( Suisse)
  -  Médaille d'argent sur 100 m

## Sources
- (en) Cet article est partiellement ou en totalité issu de l’article de Wikipédia en anglais intitulé « Bertha Brouwer » (voir la liste des auteurs).